# مسابقه فیتزیمونز و کوربت
مسابقه فیتزیمونز و کوربت (انگلیسی: The Corbett-Fitzsimmons Fight) یک فیلم مستند ورزشی صامت آمریکایی است که در سال ۱۸۹۷ منتشر شد. دو مشت‌زن آمریکایی و بریتانیایی به ترتیب جیمز جی کوربت و باب فیتزیمونز بازیگران این فیلم هستند. این فیلم ۱۰۰ دقیقه‌ای، نخستین فیلم بلند تاریخ سینما محسوب می‌شود.